# Дяковичи
Дяковичи (бел. Дзякавічы) — агрогородок в Морохоровском сельсовете Житковичского района Гомельской области Белоруссии.
На западе граничит с лесом.

## Административное устройство
До 11 января 2023 года являлся административным центром и входил в состав Дяковичского сельсовета. В связи с объединением Морохоровского и Дяковичского сельсоветов Житковичского района Гомельской области в одну административно-территориальную единицу — Морохоровский сельсовет, включен в состав Морохоровского сельсовета.

## География

### Расположение
В 57 км на северо-восток от Житковичей, 32 км от железнодорожной станции Старушки (на линии Лунинец — Калинковичи), 295 км от Гомеля.

## Гидрография
На севере сеть мелиоративных каналов, соединённых канавой Дубрава с озером Червоное.

## Транспортная сеть
Транспортные связи по просёлочной, затем автомобильной дороге Морохорово — Любань.

## История
Обнаруженные археологами курганные могильники дреговичей (17 насыпей в 1 км на юго-запад от агрогородка) свидетельствуют о заселении этих мест с давних времён. Согласно письменным источникам известна с XVI века как деревня в Слуцком повете Новогрудского воеводства Великого княжества Литовского. В инвентаре 1572 года обозначена как фольварк. В 1712 году центр частно-собственнического поместья. С 1784 года центр Дяковичской волости.
После 2-го раздела Речи Посполитой (1793 год) в составе Российской империи. В 1796 году в соседнем одноимённом фольварке размещался хлебозапасный магазин Радзивиллов. В 1850 году владение князя Петрова. В 1885 году принадлежала князю Витгенштейну, который в 1876 году владел 54 532 десятинами земли. В состав Дяковичской волости (существовала до 17 июля 1924 года) входили в 1885 году 9 деревень с 336 дворами. В 1892 году открыто народное училище. В 1896 году в поместье и деревне работали 2 ветряные мельницы. Согласно переписи 1897 года находились трактир, фольварк. Жители занимались рыбной ловлей и торговали рыбой в Минске, Житомире, Слуцке и других городах. Деревня быстро увеличивалась в размерах. Работало почтовое отделение. В 1908 году рядом работал лесопильный завод, рабочие которого в марте 1913 года провели забастовку, требуя повышения заработной платы.
С 20 августа 1924 года центр Дяковичского сельсовета Старобинского, с 8 октября 1924 года Житковичского, с 21 августа 1925 года Старобинского, с 5 апреля 1935 года Житковичского района Слуцкого, c 8 октября 1924 года Мозырского, с 21 августа 1925 года Слуцкого, с 9 июня 1927 года до 26 июля 1930 года Бобруйского, с 21 июня 1935 года до 20 февраля 1938 года Мозырского округов, с 20 февраля 1938 года Полесской, с 8 января 1954 года Гомельской областей. В 1925 году открыта изба-читальня. В 1930 году организован колхоз «Авангард». Во время Великой Отечественной войны немецкие оккупанты 17 февраля 1942 года сожгли деревню, а 6 марта 1943 года во время карательной экспедиции сожгли ещё 225 дворов расстреляли и сожгли живыми 651 жителя (похоронены в могиле жертв фашизма на восточной окраине агрогородка). 17 жителей погибли на фронте. Согласно переписи 1959 года центр колхоза «Октябрь». Действуют средняя школа, Дом культуры, библиотека, амбулатория, детский сад, отделение связи, магазин. Планировка состоит из длинной криволинейной улицы с переулками, ориентированной с юго-востока на северо-запад и застроенной двусторонне, неплотно деревянными усадьбами.

## Население

### Численность
- 2025 год — меньше 70 хозяйств, меньше двухсот жителей.

### Динамика
- 1811 год — 46 дворов.
- 1850 год — 50 дворов.
- 1885 год — 59 дворов, 632 жителя.
- 1897 год — 131 двор, 960 жителей (согласно переписи).
- 1908 год — 165 дворов, 1124 жителя.
- 1917 год — 1386 жителей.
- 1921 год — 254 двора, 1493 жителя.
- 1959 год — 942 жителя (согласно переписи).
- 2004 год — 266 хозяйств, 655 жителей.